# Kubas herrlandslag i fotboll
Kubas herrlandslag i fotboll spelade sin första officiella landskamp den 16 mars 1930, då man vann med 3–1 hemma mot Jamaica.

## Historik
Kubas fotbollsförbund bildades 1924 och är medlem av Fifa och Concacaf. 

### VM
- 1930 - Deltog ej
- 1934 - Kvalade inte in
- 1938 - Kvartsfinal
- 1950 - Kvalade inte in
- 1954 - Deltagande ej godkänt av FIFA
- 1958 - Deltog ej
- 1962 - Deltog ej
- 1966 - Kvalade inte in
- 1970 - Deltagande ej godkänt av FIFA
- 1974 - Deltog ej
- 1978 - Kvalade inte in
- 1982 - Kvalade inte in
- 1986 - Deltog ej
- 1990 - Kvalade inte in
- 1994 - Drog sig ur
- 1998 till 2022 - Kvalade inte in

Kuba tog sig till VM i Frankrike 1938 när alla motståndare i Nord- och Sydamerika utom Brasilien drog sig ur. Man tog sig vidare till andra omgången efter 3–3 och 2–1 över Rumänien. I kvartsfinalen blev det dock storförlust mot Sverige (0-8).
I kvalet till VM i Tyskland 2006 åkte man ut i grundomgångens andra runda på färre bortamål, efter två oavgjorda matcher mot Costa Rica.

### CONCACAF mästerskap
- 1941 till 1953 - Deltog ej
- 1955 - 7:e plats (sist)
- 1957 - 5:e plats (sist)
- 1960 - 5:e plats (sist)
- 1961 - Första omgången
- 1963 - Deltog ej
- 1965 - Deltog ej
- 1967 - Kvalade inte in
- 1969 - Deltog ej
- 1971 - 4:e plats
- 1973 - Deltog ej
- 1977 - Kvalade inte in
- 1981 - 5:e plats
- 1985 - Deltog ej
- 1989 - Kvalade inte in
- 1991 - Drog sig ur
- 1993 - Deltog ej
- 1996 - Kvalade inte in
- 1998 - Första omgången
- 2000 - Kvalade inte in
- 2002 - Första omgången
- 2003 - Andra omgången (kvartsfinal)
- 2005 - Första omgången
- 2007 - Första omgången
- 2009 - Drog sig ur
- 2011 - Första omgången
- 2013 - Kvartsfinal

### Karibiska mästerskapet
- 1989 - Deltog ej
- 1990 - Deltog ej
- 1991 - Drog sig ur
- 1992 - 4:e plats
- 1993 - Deltog ej
- 1994 - Drog sig ur
- 1995 - 3:e plats
- 1996 - 2:a plats
- 1997 - Deltog ej
- 1998 - Kvalade inte in
- 1999 - 2:a plats
- 2001 - 4:e plats
- 2005 - 2:a plats
- 2007 - 3:e plats
- 2008 - 4:e plats
- 2010 - 3:e plats
- 2012 - 1:a plats
- 2014 - 4:e plats

Kuba har vunnit en titel – Karibiska mästerskapet 2012 – och slutat tvåa tre gånger: 1996 efter finalförlust mot Trinidad och Tobago (0–2), 1999 efter finalförlust mot Trinidad och Tobago (1–2) och 2005 som tvåa efter Jamaica.

### Copa América
- 1916 till 1991 - CONCACAF bjöds inte in
- 1993 till 2015 - Inte inbjudna

### Övriga turneringar
Kuba vann Centralamerikanska och karibiska spelen 1930, 1974, 1978 och 1986 (Sedan 1990 en u-21-turnering).